# Віктор Франкенштейн (персонаж)
Віктор Франкенштейн — головна дійова особа роману Мері Шеллі «Франкенштейн, або Сучасний Прометей» (1818), а також персонаж (відомий, в тому числі, під іменами Генрі Франкенштейн, Чарльз Франкенштейн, лікар Франкенштейн або барон Франкенштейн) безлічі книжкових, драматичних і кінематографічних адаптацій його сюжету.

## Характеристика
У романі Віктор Франкенштейн, молодий студент із Женеви, створює живу істоту з мертвої матерії, для чого збирає із фрагментів тіл померлих подобу людини, а потім знаходить «науковий» спосіб оживити його, здійснюючи концепцію про «створення життя без жінок»; проте оживша істота виявляється чудовиськом.
Для Франкенштейна, як персонажа, характерне прагнення до пізнання, не обмеженому етичними міркуваннями; тільки створивши чудовисько, він усвідомлює, що пішов хибним шляхом. Однак чудовисько вже існує поза його бажання, воно намагається усвідомити себе і покладає на Франкенштейна відповідальність за своє існування.
Франкенштейн і створене ним чудовисько утворюють гностичну пару, що складається з творця і його творіння, неминуче обтяженого злом. В рамках християнської етики, ця пара ілюструє безуспішність спроб людини взяти на себе функції Бога, або неможливість пізнання Бога за допомогою розуму. Якщо ж розглянути ситуацію в властивому для Епохи Просвітництва раціональному ключі, то вона перетворюється в проблему етичної відповідальності вченого за наслідки зроблених ним відкриттів.
У деяких джерелах висувається припущення про те, що прототипом Франкенштейна послужив німецький учений Йоганн Конрад Діппель (1673—1734), який народився в замку Франкенштейн .

## В інших творах
Множинність і неоднозначність трактувань, породжуваних цими образами Франкенштейна і його творіння, створили передумови для постійних спроб осмислити і переосмислити їх у різних художніх формах — спочатку в театрі, а потім і в кінематографі, де сюжет роману пройшов через кілька стадій адаптації і придбав нові стійкі мотиви, які в книзі були відсутні зовсім (тема пересадки мозку як метафора пересадки душі) або були намічені, але не розгорнуті (тема Наречені Франкенштейна). Саме в кінематографі Франкенштейна зробили «бароном» — в романі баронського титулу у нього не було, та й не могло бути, хоча б тому що він — женевець (після Реформації кантон Женева не визнавав дворянських титулів, хоча формально залишалися благородні сім'ї).
У масовій культурі також часто зустрічається змішання образів Франкенштейна і створеного ним чудовиська, яке помилково називають «Франкенштейном» (наприклад, в насиченому образами масової культури анімаційному фільмі «Жовтий підводний човен»). Крім того, образ Франкенштейна породив безліч різних продовжень — з'явилися різні сини і брати, які виступали під іменами Вольф, Чарльз, Генрі, Людвіг і навіть дочка Ельза.
Побічно (а в деяких серіях і відкрито) ідея створення живого з неживого, саме як Франкенштейн створив монстра, зустрічається в фільмі «Ох вже ця наука» і серіалв римейку «Чудеса науки». Це показується в першій серії, де хлопців надихнув на створення штучної жінки фільм «Наречена Франкенштейна». А в першій серії 4 сезону вони і зовсім зустрічаються особисто з доктором і його монстром.
У серіалі «Одного разу в казці» в 5 серії 2-го сезону з'ясовується, що доктор Вейл виявляється з іншого, чорно-білого світу і є ніким іншим, як Віктором Франкенштейном. Це вчений, який мріяв оживляти людей. За допомогою Румпельштільцхена він оживляє свого брата, Герхарта, створивши таким чином монстра, який забиває до смерті їх батька. Згодом доктор оживляє ще одного чоловіка, результат той же. Його метою було принести людям життя і отримати за це славу, а замість цього його ім'я асоціюється з монстром, і герой сильно переживає з цього приводу. У серіалі доктор Вейл є дамським угодником і ловеласом, зовні успішною і щасливою людиною, але насправді глибоко переживає особисту трагедію і ситуацію з братом, який помер частково з його вини.
У серіалі «Бульварні жахи» Віктор Франкенштейн є одним з ключових персонажів. Також там з'являється Чудовисько Франкенштейна і Наречена Франкенштейна.
Образ Франкенштейна зустрічається і в корейській манхві Noblesse. Тут він представлений як видатний учений і сильний воїн, що володіє здібностями, які далеко виходять за рамки людських можливостей.
Сюжет повнометражного аніме The Empire of Corpses [en], дія якого відбувається в альтернативній історії 1878—1879 років на території Англії, Афганістану, Російської Імперії, Японії і США, побудований на пошуку записок Віктора Франкенштейна.